# Tetragnatha olindana
Tetragnatha olindana är en spindelart som beskrevs av Karsch 1880. Tetragnatha olindana ingår i släktet sträckkäkspindlar, och familjen käkspindlar. Inga underarter finns listade i Catalogue of Life.